# Vladimir (de Repta)
Vladimir (rodným jménem rumunsky Vasile de Repta nebo německy Basil Ritter von Repta, 6. ledna 1842 Banyliv Pidhirnyj – 24. dubna 1926 Černovice), byl pravoslavný duchovní a teolog rumunské národnosti z Bukoviny, na počátku 20. století arcibiskup černovický, za Rakouska-Uherska politik, poslanec Říšské rady.

## Biografie
Studoval pravoslavnou teologii na Černovické univerzitě, Vídeňské univerzitě, Bonnské univerzitě, Mnichovské univerzitě a Curyšské univerzitě. Od roku 1873 byl profesorem teologie na teologickém semináři a v letech 1875–1896 působil jako profesor Nového zákona na teologické fakultě Černovické univerzity. V letech 1878/1879, 1885/1886 a 1893/1894 byl jejím děkanem, v letech 1883/1884 rektorem celé univerzity. V letech 1875–1895 byl inspektorem obecných škol. Roku 1896 se stal vikářem, od roku 1898 působil jako titulární biskup v Rădăuți. V letech 1902–1924 zastával úřad pravoslavného arcibiskupa černovického a metropolity Bukoviny a Dalmácie.
Byl aktivní i politicky. Jako virilista zasedal coby poslanec Bukovinského zemského sněmu. Na počátku 20. století se zapojil i do celostátní politiky. Ve volbách do Říšské rady roku 1901 získal mandát ve velkostatkářské kurii v Bukovině, první voličský sbor. K roku 1901 se profesně uvádí jako biskup, arcibiskupský vikář, univerzitní profesor v Černovicích.
Od roku 1903 byl též členem Panské sněmovny (jmenovaná horní komora Říšské rady).
Jako arcibiskup se snažil překlenout politické rozdíly mezi etnickými Rumuny, Ukrajinci a Rusy. Když za 1. světové války Černovice dočasně obsadila ruská armáda, aby pak město opětovně dobyla rakousko-uherská armáda, byl zbaven arcibiskupského úřadu za své chování během ruské okupace a vykázán do Prahy. Do funkce se mohl vrátit až po skončení války a zániku Rakouska-Uherska. Četná města v regionu mu udělila čestné občanství.